# 皆川淇园

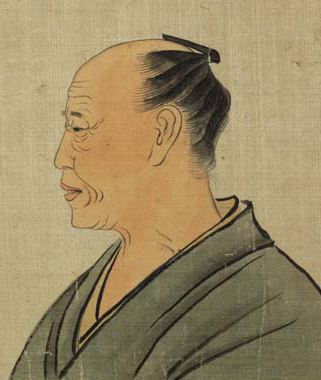
皆川淇園肖像 『近世名家肖像』

皆川淇園（享保19年十二月初八（1735年1月1日） - 文化4年五月十六（1807年6月21日）），字伯恭，通称文蔵，号淇園，江户时代中期的儒学者。父親是皆川成慶，弟弟是富士谷成章，外甥是富士谷御杖。皆川淇园反对朱子学。

## 生涯

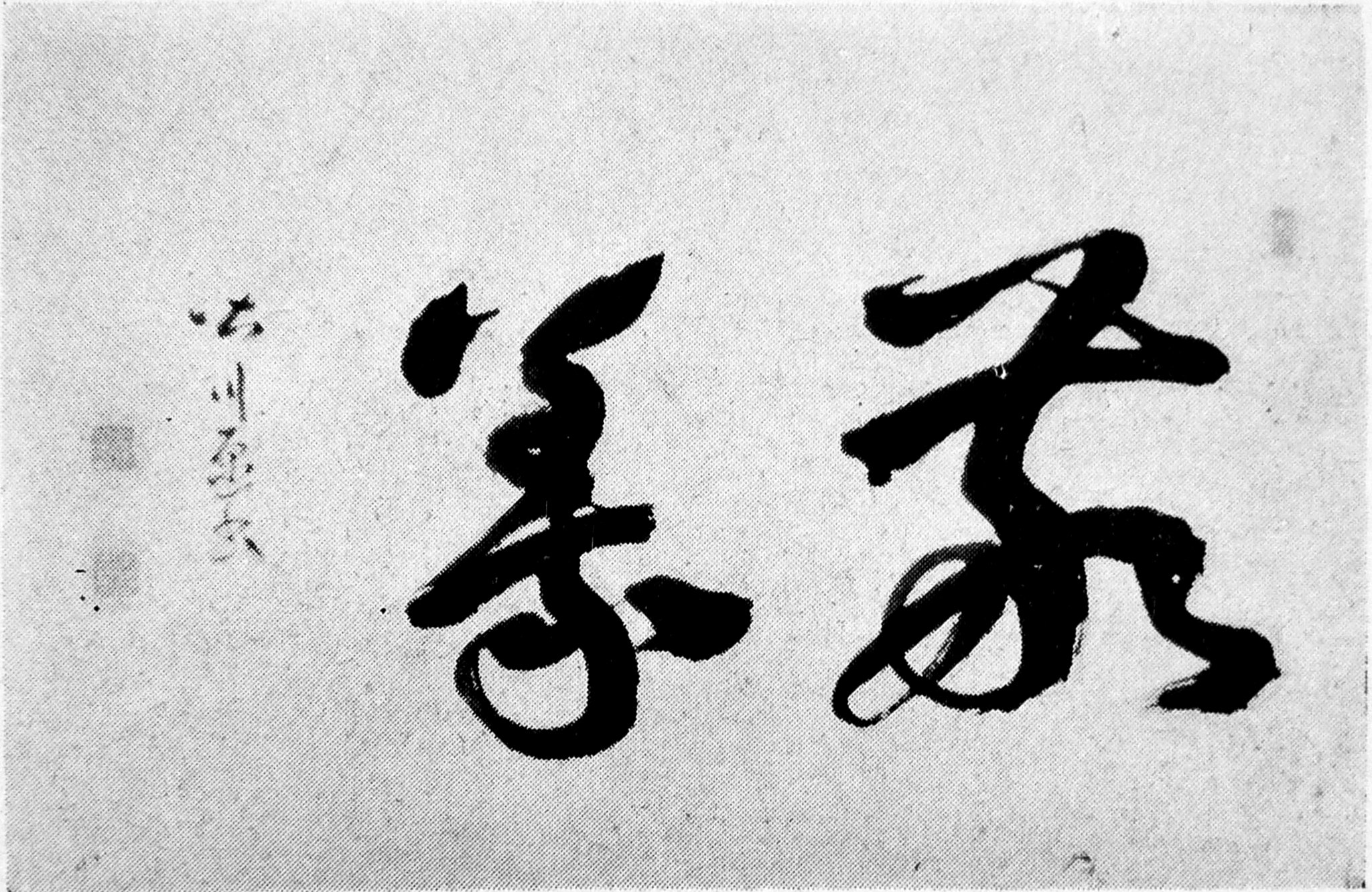
皆川淇園書

皆川淇園在大約在4、5歲時就已經背誦杜甫的詩。
他跟隨伊藤錦里和三宅元献等人學習儒學。他還對易经進行深入研究，並提出言語論，解釋了"名"和"物"之間的關係，並為許多經書撰寫了註釋，如《老子》、《庄子》、《列子》和《论语》。他還受邀擔任龜山藩（松平信岑）、平戶藩（松浦清）和膳所藩（本多康完）等藩主的賓師。
自宝暦9年（1759年）起，他在京都中立売室町西開始接收門徒。此外，受到江村綬的錫杖堂詩社的影響，他與柴野栗山和赤松滄洲等人一起創立了一個名為三白社的詩社。
在山水畫方面，外界認為他的水平堪比他的師父圆山应举。
文化2年（1805年），在各位藩主的援助下，他在京都建立了學術機構「弘道館」。然而弘道館尚未建成，皆川淇园就去世了，享年74歲。
據說他的門徒達到了3,000人。他的門生包括富士谷成章、巌垣龍渓、稲毛屋山、小浜清渚、東条一堂和北条霞亭。
他被葬在京極的阿弥陀寺中。墓誌內文由松浦清草擬，墓碑上的文字由本多康完書寫。东京国立博物馆保留著一幅名為「明經先生像」的皆川淇园遺像。
大正4年（1915年），朝廷追贈其從四位的官銜。

## 著作
- 易原[7]
- 名疇[1]
- 問学舉要[1]
- 助字詳解[2]
- 淇園文集[9]
- 淇園詩話[2]
- 易学開物[1]
- 老子釋解[1]
- 習文録[1]
- 實字解[1]

## 脚注
1. 1 2 3 4 5 6 7  『京都大事典』（皆川淇園）淡交社、1984年、p.879
2. 1 2 3  日本大百科全書（皆川淇園）
3. ↑  张淘著,近世中国与日本汉文学,复旦大学出版社,2020.08,第116页
4. ↑  『皆川淇園・大田錦城』〈叢書・日本の思想家26〉明徳出版社、1986年、p.22
5. ↑  『皆川淇園・大田錦城』〈叢書・日本の思想家26〉明徳出版社、1986年、p.31
6. ↑  門人帳によれば、最も早い門人は宝暦8年1758年の本城宗兵衛。
7. 1 2  国史大辞典（皆川淇園）
8. ↑  田尻佐 編『贈位諸賢伝 増補版 上』（近藤出版社、1975年）特旨贈位年表 p.35
9. ↑  日本国語大辞典（皆川淇園）